# Eliminatoria para la Copa Asiática Sub-17 de la AFC de 2023
La Eliminatoria para la Copa Asiática Sub-17 de la AFC de 2023 es una competición internacional de fútbol masculino sub-17 que se llevará a cabo para decidir los equipos participantes de la Copa Asiática Sub-17 de la AFC 2023. Se llevará a cabo como un torneo sub-17 por primera vez después del cambio de nombre de la AFC.

## Cambios de formato
El Comité Ejecutivo de la AFC había aprobado varias recomendaciones estratégicas presentadas por el Comité de Competiciones de la AFC. Uno de los cuales fue la eliminación de los principios de zonificación en las competiciones juveniles de la AFC.

## Sorteo
De las 47 asociaciones miembro de la AFC, un total de 44 equipos participaron en la competencia. El anfitrión del torneo final, Baréin, decidió participar en la clasificación a pesar de haberse clasificado automáticamente para el torneo final. El 16 de junio se anunció que Baréin había renunciado a la organización del torneo, por lo que otra sede debió ser escogida. El 23 de diciembre se confirmó a Tailandia como nueva sede del torneo, el cual también jugó las eliminatorias, pero teniendo la clasificación automática por ser sede
Se asignaron 44 equipos a seis grupos de cuatro equipos y cuatro grupos de cinco.
El sorteo se llevó a cabo el 24 de mayo de 2022 a las 14:00 MYT (UTC+8), en la AFC House en Kuala Lumpur, Malasia.
Los equipos fueron sembrados de acuerdo con su desempeño en el torneo final y la clasificación del Campeonato AFC Sub-16 de 2018 (la clasificación general se muestra entre paréntesis; NR significa equipos no clasificados). También se aplicaron las siguientes restricciones:
- Los diez equipos que indicaron su intención de servir como anfitriones del grupo de clasificación antes del sorteo fueron sorteados en grupos separados.

|                   | Bombo 1 | Bombo 2 | Bombo 3 | Bombo 4 | Bombo 5                                                                                       |
| ----------------- | --- | --- | --- | --- | --------------------------------------------------------------------------------------------- |
| Sedes             | - 2. Tayikistán (2) (H) - 4. Australia (4) (H) - 5. Indonesia (6) (H) - 6. Omán (7) (H)                     | - 13. Jordania (14) (H) - 14. Vietnam (15) (H) - 16. Arabia Saudita (17) (H) - 17. Bangladés (18) (H)            | - 21. Uzbekistán (22) (H) - 23. Kirguistán (24) (H) | |                                                                                               |
| Equipos restantes | - 1. Japón (1) - 3. Corea del Sur (3) - 7. India (8) - 8. Irán (9) - 9. Yemen (10) - 10. Tailandia (11) (Q) | - 11. Irak (12) - 12. Malasia (13) - 15. Afganistán (16) - 18. China (19) - 19. Hong Kong (20) - 20. Brunéi (21) | - 22. Birmania (23) - 24. Timor Oriental (25) - 25. Catar (26) - 26. Palestina (27) - 27. Camboya (28) - 28. Siria (29) - 29. Singapur (30) - 30. China Taipéi (31) | - 31. Nepal (32) - 32. Líbano (34) - 33. Laos (35) - 34. Filipinas (36) - 35. Mongolia (37) - 36. Maldivas (38) - 37. Guam (39) - 38. Bután (40) - 39. Sri Lanka (42) - 40. Islas Marianas del Norte (43) | - 41. Kuwait (NR) - 42. Turkmenistán (NR) - 43. Emiratos Árabes Unidos (NR) - 44. Baréin (33) |

Notas
- Equipos en negrita clasificado para el torneo final.
- (H): Anfitriones del grupo de calificación.
- (Q): Anfitriones del torneo final, clasificados automáticamente independientemente de los resultados de la clasificación.

| - Macao - Corea del Norte - Pakistán (suspendido) |

## Elegibilidad del jugador
Los jugadores nacidos a partir del 1 de enero de 2006 son elegibles para competir en el torneo.

## Formato
En cada grupo, los equipos jugarán entre sí una vez en un lugar centralizado. Los diez ganadores de grupo y los cinco mejores segundos se clasificarán para el torneo final, si la selección de Tailandia queda entre los puestos antes mencionados, la sexta mejor segundo lugar de grupo tomara su lugar

### Desempates
Los equipos se clasificarán según los puntos (3 puntos por victoria, 1 punto por empate, 0 puntos por derrota), y si hay empate a puntos, se aplican los siguientes criterios de desempate, en el orden indicado, para determinar la clasificación ( Reglamento Artículo 7.3):
1. Puntos en partidos cara a cara entre equipos empatados;
2. Diferencia de goles en partidos cara a cara entre equipos empatados;
3. Goles marcados en partidos cara a cara entre equipos empatados;
4. Si más de dos equipos están empatados, y después de aplicar todos los criterios de cabeza a cabeza anteriores, un subconjunto de equipos sigue empatado, todos los criterios de cabeza a cabeza anteriores se vuelven a aplicar exclusivamente a este subconjunto de equipos;
5. Diferencia de goles en todos los partidos de grupo;
6. Goles marcados en todos los partidos de grupo;
7. Tanda de penales si solo dos equipos están empatados y se enfrentaron en la última ronda del grupo;
8. Puntos disciplinarios (tarjeta amarilla = 1 punto, tarjeta roja por dos tarjetas amarillas = 3 puntos, tarjeta roja directa = 3 puntos, tarjeta amarilla seguida de tarjeta roja directa = 4 puntos);
9. Sorteo.

## Grupos

### Grupo A
| Equipo       | Pts | PJ | PG | PE | PP | GF | GC | Dif |
| ------------ | --- | -- | -- | -- | -- | -- | -- | --- |
| Japón        | 12  | 4  | 4  | 0  | 0  | 15 | 0  | +15 |
| Siria        | 5   | 4  | 1  | 2  | 1  | 7  | 6  | +1  |
| Jordania (H) | 5   | 4  | 1  | 2  | 1  | 6  | 6  | 0   |
| Turkmenistán | 5   | 4  | 1  | 2  | 1  | 6  | 11 | -5  |
| Filipinas    | 0   | 4  | 0  | 0  | 4  | 3  | 14 | -11 |

| 1 de octubre de 2022 | Turkmenistán            | 2:0 (1:0) | Filipinas | Estadio Rey Abdullah II, Amán, Jordania |                             |
| 16:30                | - Enver 20', 64' (pen.) | Reporte   |           | Árbitro(s): Abdullah Jamali             | Árbitro(s): Abdullah Jamali |

| 1 de octubre de 2022 | Siria | 0:0     | Jordania | Estadio Rey Abdullah II, Amán, Jordania |                                 |
| 21:00                |       | Reporte |          | Árbitro(s): Nivon Robesh Gamini         | Árbitro(s): Nivon Robesh Gamini |

| 3 de octubre de 2022 | Filipinas | 0:3 (0:2) | Japón                             | Estadio Rey Abdullah II, Amán, Jordania |                  |
| 16:30                |           | Reporte   | - 43', 45' Michiwaki - 85' Tokuda | Árbitro(s): [[]]                        | Árbitro(s): [[]] |

| 3 de octubre de 2022 | Turkmenistán | 1:1 (0:0) | Siria         | Estadio Rey Abdullah II, Amán, Jordania |                            |
| 21:00                | - Denis 64'  | Reporte   | - 72' Mahmoud | Árbitro(s): Suhaizi Shukri              | Árbitro(s): Suhaizi Shukri |

| 5 de octubre de 2022 | Japón                                                       | 7:0 (3:0) | Turkmenistán | Estadio Rey Abdullah II, Amán, Jordania |                             |
| 16:30                | - Tokuda 10', 17', 45+1', 51' - Kofie 60', 89' - Nawata 84' | Reporte   |              | Árbitro(s): Rachain Srichai             | Árbitro(s): Rachain Srichai |

| 5 de octubre de 2022 | Jordania                                   | 3:1 (0:0) | Filipinas    | Estadio Rey Abdullah II, Amán, Jordania |                  |
| 21:00                | - Al-Khedr 58' - Sabra 86' - Khalifa 90+2' | Reporte   | - 78' Ekberg | Árbitro(s): [[]]                        | Árbitro(s): [[]] |

| 7 de octubre de 2022 | Siria | 0:3 (0:2) | Japón                                  | Estadio Rey Abdullah II, Amán, Jordania |                             |
| 16:30                |       | Reporte   | - 4' Shibata - 42' Nawata - 67' Tokuda | Árbitro(s): Abdullah Jamali             | Árbitro(s): Abdullah Jamali |

| 7 de octubre de 2022 | Jordania                     | 3:3 (1:1) | Turkmenistán                         | Estadio Rey Abdullah II, Amán, Jordania |                                 |
| 21:00                | - Sabra 9' - Aqoula 52', 81' | Reporte   | - 7', 47' Denis - 84' (pen.) Annaýew | Árbitro(s): Nivon Robesh Gamini         | Árbitro(s): Nivon Robesh Gamini |

| 9 de octubre de 2022 | Filipinas                    | 2:6 (0:0) | Siria                                                                      | Estadio Rey Abdullah II, Amán, Jordania |                           |
| 16:30                | - Gumaru 63' - Ocasiones 64' | Reporte   | - 51' Almahmoud - 61' Mahmoud - 75', 90+1' Al Hindi - 79' Dahan - 82' Issa | Árbitro(s): Halim Shirzad               | Árbitro(s): Halim Shirzad |

| 9 de octubre de 2022 | Japón                                | 2:0 (2:0) | Jordania | Estadio Rey Abdullah II, Amán, Jordania |                             |
| 21:00                | - Khaleel 29' (a.g.) - Michiwaki 39' | Reporte   |          | Árbitro(s): Abdullah Jamali             | Árbitro(s): Abdullah Jamali |

### Grupo B
| Equipo                 | Pts | PJ | PG | PE | PP | GF | GC | Dif |
| ---------------------- | --- | -- | -- | -- | -- | -- | -- | --- |
| Malasia                | 10  | 4  | 3  | 1  | 0  | 13 | 4  | +9  |
| Indonesia (H)          | 9   | 4  | 3  | 0  | 1  | 20 | 7  | +13 |
| Emiratos Árabes Unidos | 6   | 4  | 2  | 0  | 2  | 17 | 9  | +8  |
| Palestina              | 3   | 4  | 1  | 0  | 3  | 7  | 10 | -3  |
| Guam                   | 1   | 4  | 0  | 1  | 3  | 1  | 28 | -27 |

| 1 de octubre de 2022 | Palestina | 0:4 | Malasia | Estadio Pakansari, Cibinong, Indonesia |                  |
| 16:00                |           |     |         | Árbitro(s): [[]]                       | Árbitro(s): [[]] |

| 1 de octubre de 2022 | Emiratos Árabes Unidos | 9:0 | Guam | Estadio Pakansari, Cibinong, Indonesia |                  |
| 20:00                |                        |     |      | Árbitro(s): [[]]                       | Árbitro(s): [[]] |

| 3 de octubre de 2022 | Emiratos Árabes Unidos | 4:3 | Palestina | Estadio Pakansari, Cibinong, Indonesia |                  |
| 16:00                |                        |     |           | Árbitro(s): [[]]                       | Árbitro(s): [[]] |

| 3 de octubre de 2022 | Guam | 0:14 | Indonesia | Estadio Pakansari, Cibinong, Indonesia |                  |
| 20:00                |      |      |           | Árbitro(s): [[]]                       | Árbitro(s): [[]] |

| 5 de octubre de 2022 | Malasia | 1:1 | Guam | Estadio Pakansari, Cibinong, Indonesia |                  |
| 16:00                |         |     |      | Árbitro(s): [[]]                       | Árbitro(s): [[]] |

| 5 de octubre de 2022 | Indonesia | 3:2 | Emiratos Árabes Unidos | Estadio Pakansari, Cibinong, Indonesia |                  |
| 20:00                |           |     |                        | Árbitro(s): [[]]                       | Árbitro(s): [[]] |

| 7 de octubre de 2022 | Malasia | 3:2 | Emiratos Árabes Unidos | Estadio Pakansari, Cibinong, Indonesia |                  |
| 16:00                |         |     |                        | Árbitro(s): [[]]                       | Árbitro(s): [[]] |

| 7 de octubre de 2022 | Palestina | 0:2 | Indonesia | Estadio Pakansari, Cibinong, Indonesia |                  |
| 20:00                |           |     |           | Árbitro(s): [[]]                       | Árbitro(s): [[]] |

| 9 de octubre de 2022 | Guam | 0:4 | Palestina | Estadio Pakansari, Cibinong, Indonesia |                  |
| 16:00                |      |     |           | Árbitro(s): [[]]                       | Árbitro(s): [[]] |

| 9 de octubre de 2022 | Indonesia | 1:5 | Malasia | Estadio Pakansari, Cibinong, Indonesia |                  |
| 20:00                |           |     |         | Árbitro(s): [[]]                       | Árbitro(s): [[]] |

### Grupo C
| Equipo   | Pts | PJ | PG | PE | PP | GF | GC | Dif |
| -------- | --- | -- | -- | -- | -- | -- | -- | --- |
| Catar    | 10  | 4  | 3  | 1  | 0  | 9  | 4  | +5  |
| Omán (H) | 7   | 4  | 2  | 1  | 1  | 5  | 3  | +2  |
| Irak     | 5   | 4  | 1  | 2  | 1  | 4  | 2  | +2  |
| Baréin   | 4   | 4  | 1  | 1  | 2  | 2  | 6  | -4  |
| Líbano   | 1   | 4  | 0  | 1  | 3  | 2  | 7  | -5  |

| 1 de octubre de 2022 | Catar | 2:1 | Irak | Complejo Deportivo del Sultan Qaboos, Mascate, Omán |                  |
| 17:00                |       |     |      | Árbitro(s): [[]]                                    | Árbitro(s): [[]] |

| 1 de octubre de 2022 | Baréin | 1:0 | Líbano | Complejo Deportivo del Sultan Qaboos, Mascate, Omán |                  |
| 20:45                |        |     |        | Árbitro(s): [[]]                                    | Árbitro(s): [[]] |

| 3 de octubre de 2022 | Líbano | 1:2 | Omán | Complejo Deportivo del Sultan Qaboos, Mascate, Omán |                  |
| 17:00                |        |     |      | Árbitro(s): [[]]                                    | Árbitro(s): [[]] |

| 3 de octubre de 2022 | Baréin | 1:1 | Catar | Complejo Deportivo del Sultan Qaboos, Mascate, Omán |                  |
| 20:45                |        |     |       | Árbitro(s): [[]]                                    | Árbitro(s): [[]] |

| 5 de octubre de 2022 | Omán | 2:0 | Baréin | Complejo Deportivo del Sultan Qaboos, Mascate, Omán |                  |
| 17:00                |      |     |        | Árbitro(s): [[]]                                    | Árbitro(s): [[]] |

| 5 de octubre de 2022 | Irak | 0:0 | Líbano | Complejo Deportivo del Sultan Qaboos, Mascate, Omán |                  |
| 20:45                |      |     |        | Árbitro(s): [[]]                                    | Árbitro(s): [[]] |

| 7 de octubre de 2022 | Irak | 3:0 | Baréin | Complejo Deportivo del Sultan Qaboos, Mascate, Omán |                  |
| 17:00                |      |     |        | Árbitro(s): [[]]                                    | Árbitro(s): [[]] |

| 7 de octubre de 2022 | Catar | 2:1 | Omán | Complejo Deportivo del Sultan Qaboos, Mascate, Omán |                  |
| 20:45                |       |     |      | Árbitro(s): [[]]                                    | Árbitro(s): [[]] |

| 9 de octubre de 2022 | Líbano | 1:4 | Catar | Complejo Deportivo del Sultan Qaboos, Mascate, Omán |                  |
| 17:00                |        |     |       | Árbitro(s): [[]]                                    | Árbitro(s): [[]] |

| 9 de octubre de 2022 | Omán | 0:0 | Irak | Complejo Deportivo del Sultan Qaboos, Mascate, Omán |                  |
| 20:45                |      |     |      | Árbitro(s): [[]]                                    | Árbitro(s): [[]] |

### Grupo D
| Equipo             | Pts | PJ | PG | PE | PP | GF | GC | Dif |
| ------------------ | --- | -- | -- | -- | -- | -- | -- | --- |
| Arabia Saudita (H) | 12  | 4  | 4  | 0  | 0  | 19 | 2  | +17 |
| India              | 9   | 4  | 3  | 0  | 1  | 13 | 3  | +10 |
| Kuwait             | 6   | 4  | 2  | 0  | 2  | 8  | 5  | +3  |
| Birmania           | 3   | 4  | 1  | 0  | 3  | 8  | 11 | -3  |
| Maldivas           | 0   | 4  | 0  | 0  | 4  | 0  | 27 | -27 |

| 1 de octubre de 2022 | Birmania | 0:6 | Arabia Saudita | Estadio Príncipe Saud bin Jalawi, Al Kobhar, Arabia Saudita |                  |
| 21:30                |          |     |                | Árbitro(s): [[]]                                            | Árbitro(s): [[]] |

| 1 de octubre de 2022 | Kuwait | 6:0 | Maldivas | Estadio Príncipe Saud bin Jalawi, Al Kobhar, Arabia Saudita |                  |
| 18:15                |        |     |          | Árbitro(s): [[]]                                            | Árbitro(s): [[]] |

| 3 de octubre de 2022 | Maldivas | 0:5 | India | Estadio Príncipe Saud bin Jalawi, Al Kobhar, Arabia Saudita |                  |
| 21:30                |          |     |       | Árbitro(s): [[]]                                            | Árbitro(s): [[]] |

| 3 de octubre de 2022 | Kuwait | 1:0 | Birmania | Estadio Príncipe Saud bin Jalawi, Al Kobhar, Arabia Saudita |                  |
| 18:15                |        |     |          | Árbitro(s): [[]]                                            | Árbitro(s): [[]] |

| 5 de octubre de 2022 | India | 3:0 | Kuwait | Estadio Príncipe Saud bin Jalawi, Al Kobhar, Arabia Saudita |                  |
| 21:30                |       |     |        | Árbitro(s): [[]]                                            | Árbitro(s): [[]] |

| 5 de octubre de 2022 | Arabia Saudita | 9:0 | Maldivas | Estadio Príncipe Saud bin Jalawi, Al Kobhar, Arabia Saudita |                  |
| 18:15                |                |     |          | Árbitro(s): [[]]                                            | Árbitro(s): [[]] |

| 7 de octubre de 2022 | Arabia Saudita | 2:1 | Kuwait | Estadio Príncipe Mohamed bin Fahd, Dammam, Arabia Saudita |                  |
| 21:30                |                |     |        | Árbitro(s): [[]]                                          | Árbitro(s): [[]] |

| 7 de octubre de 2022 | Birmania | 1:4 | India | Estadio Príncipe Saud bin Jalawi, Al Kobhar, Arabia Saudita |                  |
| 18:15                |          |     |       | Árbitro(s): [[]]                                            | Árbitro(s): [[]] |

| 9 de octubre de 2022 | Maldivas | 0:7 | Birmania | Estadio Príncipe Saud bin Jalawi, Al Kobhar, Arabia Saudita |                  |
| 21:00                |          |     |          | Árbitro(s): [[]]                                            | Árbitro(s): [[]] |

| 9 de octubre de 2022 | India | 1:2 | Arabia Saudita | Estadio Príncipe Mohamed bin Fahd, Dammam, Arabia Saudita |                  |
| 21:00                |       |     |                | Árbitro(s): [[]]                                          | Árbitro(s): [[]] |

### Grupo E
| Equipo        | Pts | PJ | PG | PE | PP | GF | GC | Dif |
| ------------- | --- | -- | -- | -- | -- | -- | -- | --- |
| Yemen         | 9   | 3  | 3  | 0  | 0  | 18 | 0  | +18 |
| Bangladés (H) | 6   | 3  | 2  | 0  | 1  | 4  | 5  | -1  |
| Singapur      | 3   | 3  | 1  | 0  | 2  | 2  | 8  | -6  |
| Bután         | 0   | 3  | 0  | 0  | 3  | 0  | 11 | -11 |

| 5 de octubre de 2022 | Yemen | 8:0 | Bután | Estadio Bir Sherestha Shaheed Shipahi Mostafa Kamal, Daca, Bangladés |  |
|                      |       |     |       | Árbitro(s): [[]]                                                     |  |

| 5 de octubre de 2022 | Bangladés | 2:1 | Singapur | Estadio Bir Sherestha Shaheed Shipahi Mostafa Kamal, Daca, Bangladés |  |
|                      |           |     |          | Árbitro(s): [[]]                                                     |  |

| 7 de octubre de 2022 | Bután | 0:2 | Bangladés | Estadio Bir Sherestha Shaheed Shipahi Mostafa Kamal, Daca, Bangladés |  |
|                      |       |     |           | Árbitro(s): [[]]                                                     |  |

| 7 de octubre de 2022 | Singapur | 0:6 | Yemen | Estadio Bir Sherestha Shaheed Shipahi Mostafa Kamal, Daca, Bangladés |  |
|                      |          |     |       | Árbitro(s): [[]]                                                     |  |

| 9 de octubre de 2022 | Yemen | 4:0 | Bangladés | Estadio Bir Sherestha Shaheed Shipahi Mostafa Kamal, Daca, Bangladés |  |
|                      |       |     |           | Árbitro(s): [[]]                                                     |  |

| 9 de octubre de 2022 | Singapur | 1:0 | Bután | Estadio Bir Sherestha Shaheed Shipahi Mostafa Kamal, Daca, Bangladés |  |
|                      |          |     |       | Árbitro(s): [[]]                                                     |  |

### Grupo F
| Equipo       | Pts | PJ | PG | PE | PP | GF | GC | Dif |
| ------------ | --- | -- | -- | -- | -- | -- | -- | --- |
| Vietnam (H)  | 9   | 3  | 3  | 0  | 0  | 12 | 0  | +12 |
| Tailandia    | 6   | 3  | 2  | 0  | 1  | 6  | 4  | +2  |
| China Taipéi | 3   | 3  | 1  | 0  | 2  | 5  | 9  | -4  |
| Nepal        | 0   | 3  | 0  | 0  | 3  | 2  | 12 | -10 |

| 5 de octubre de 2022 | Tailandia | 3:0 | Nepal | National Youth Football Training Center, Hanói, Vietnam |  |
|                      |           |     |       | Árbitro(s): [[]]                                        |  |

| 5 de octubre de 2022 | Vietnam | 4:0 | China Taipéi | National Youth Football Training Center, Hanói, Vietnam |  |
|                      |         |     |              | Árbitro(s): [[]]                                        |  |

| 7 de octubre de 2022 | Nepal | 0:5 | Vietnam | National Youth Football Training Center, Hanói, Vietnam |  |
|                      |       |     |         | Árbitro(s): [[]]                                        |  |

| 7 de octubre de 2022 | China Taipéi | 1:3 | Tailandia | National Youth Football Training Center, Hanói, Vietnam |  |
|                      |              |     |           | Árbitro(s): [[]]                                        |  |

| 9 de octubre de 2022 | Tailandia | 0:3 | Vietnam | National Youth Football Training Center, Hanói, Vietnam |  |
|                      |           |     |         | Árbitro(s): [[]]                                        |  |

| 9 de octubre de 2022 | China Taipéi | 4:2 | Nepal | National Youth Football Training Center, Hanói, Vietnam |  |
|                      |              |     |       | Árbitro(s): [[]]                                        |  |

### Grupo G
| Equipo                   | Pts | PJ | PG | PE | PP | GF | GC | Dif |
| ------------------------ | --- | -- | -- | -- | -- | -- | -- | --- |
| Australia (H)            | 9   | 3  | 3  | 0  | 0  | 36 | 1  | +35 |
| China                    | 6   | 3  | 2  | 0  | 1  | 21 | 3  | +18 |
| Camboya                  | 3   | 3  | 1  | 0  | 2  | 4  | 19 | -15 |
| Islas Marianas del Norte | 0   | 3  | 0  | 0  | 3  | 0  | 38 | -38 |

| 5 de octubre de 2022 | Australia | 23:0 | Islas Marianas del Norte | Shepparton Football Complex, Shepparton, Australia |  |
|                      |           |      |                          | Árbitro(s): [[]]                                   |  |

| 5 de octubre de 2022 | China | 9:0 | Camboya | Shepparton Football Complex, Shepparton, Australia |  |
|                      |       |     |         | Árbitro(s): [[]]                                   |  |

| 7 de octubre de 2022 | Islas Marianas del Norte | 0:11 | China | Shepparton Football Complex, Shepparton, Australia |  |
|                      |                          |      |       | Árbitro(s): [[]]                                   |  |

| 7 de octubre de 2022 | Camboya | 0:10 | Australia | Shepparton Football Complex, Shepparton, Australia |  |
|                      |         |      |           | Árbitro(s): [[]]                                   |  |

| 9 de octubre de 2022 | Australia | 3:1 | China | Shepparton Football Complex, Shepparton, Australia |  |
|                      |           |     |       | Árbitro(s): [[]]                                   |  |

| 9 de octubre de 2022 | Camboya | 4:0 | Islas Marianas del Norte | Shepparton Football Complex, Shepparton, Australia |  |
|                      |         |     |                          | Árbitro(s): [[]]                                   |  |

### Grupo H
| Equipo         | Pts | PJ | PG | PE | PP | GF | GC | Dif |
| -------------- | --- | -- | -- | -- | -- | -- | -- | --- |
| Tayikistán (H) | 6   | 2  | 2  | 0  | 0  | 5  | 0  | +5  |
| Afganistán     | 3   | 2  | 1  | 0  | 1  | 5  | 2  | +3  |
| Mongolia       | 0   | 2  | 0  | 0  | 2  | 0  | 8  | -8  |
| Timor Oriental | 0   | 0  | 0  | 0  | 0  | 0  | 0  | 0   |

| 5 de octubre de 2022 | Tayikistán | 3:0 | Mongolia | Estadio Pamir, Dushambé, Tayikistán |  |
|                      |            |     |          | Árbitro(s): [[]]                    |  |

| 5 de octubre de 2022 | Afganistán | vs. | Timor Oriental | Estadio Pamir, Dushambé, Tayikistán |  |
|                      |            |     |                | Árbitro(s): [[]]                    |  |

| 7 de octubre de 2022 | Mongolia | 0:5 | Afganistán | Estadio Pamir, Dushambé, Tayikistán |  |
|                      |          |     |            | Árbitro(s): [[]]                    |  |

| 7 de octubre de 2022 | Timor Oriental | vs. | Tayikistán | Estadio Pamir, Dushambé, Tayikistán |  |
|                      |                |     |            | Árbitro(s): [[]]                    |  |

| 9 de octubre de 2022 | Tayikistán | 2:0 | Afganistán | Estadio Pamir, Dushambé, Tayikistán |  |
|                      |            |     |            | Árbitro(s): [[]]                    |  |

| 9 de octubre de 2022 | Timor Oriental | vs. | Mongolia | Estadio Pamir, Dushambé, Tayikistán |  |
|                      |                |     |          | Árbitro(s): [[]]                    |  |

* Timor Oriental se retiró del torneo el 28 de septiembre de 2022.

### Grupo I
| Equipo         | Pts | PJ | PG | PE | PP | GF | GC | Dif |
| -------------- | --- | -- | -- | -- | -- | -- | -- | --- |
| Irán           | 9   | 3  | 3  | 0  | 0  | 18 | 1  | +17 |
| Laos           | 6   | 3  | 2  | 0  | 1  | 7  | 4  | +3  |
| Kirguistán (H) | 3   | 3  | 1  | 0  | 2  | 3  | 7  | -4  |
| Hong Kong      | 0   | 3  | 0  | 0  | 3  | 2  | 18 | -16 |

| 5 de octubre de 2022 | Irán | 3:0 | Laos | Estadio Spartak, Biskek, Kirguistán |  |
|                      |      |     |      | Árbitro(s): [[]]                    |  |

| 5 de octubre de 2022 | Hong Kong | 1:2 | Kirguistán | Estadio Spartak, Biskek, Kirguistán |  |
|                      |           |     |            | Árbitro(s): [[]]                    |  |

| 7 de octubre de 2022 | Laos | 5:0 | Hong Kong | Estadio Spartak, Biskek, Kirguistán |  |
|                      |      |     |           | Árbitro(s): [[]]                    |  |

| 7 de octubre de 2022 | Kirguistán | 0:4 | Irán | Estadio Spartak, Biskek, Kirguistán |  |
|                      |            |     |      | Árbitro(s): [[]]                    |  |

| 9 de octubre de 2022 | Irán | 11:1 | Hong Kong | Estadio Spartak, Biskek, Kirguistán |  |
|                      |      |      |           | Árbitro(s): [[]]                    |  |

| 9 de octubre de 2022 | Kirguistán | 1:2 | Laos | Estadio Spartak, Biskek, Kirguistán |  |
|                      |            |     |      | Árbitro(s): [[]]                    |  |

### Grupo J
| Equipo         | Pts | PJ | PG | PE | PP | GF | GC | Dif |
| -------------- | --- | -- | -- | -- | -- | -- | -- | --- |
| Uzbekistán (H) | 6   | 2  | 2  | 0  | 0  | 17 | 2  | +15 |
| Corea del Sur  | 3   | 2  | 1  | 0  | 1  | 12 | 3  | +9  |
| Brunéi         | 0   | 2  | 0  | 0  | 2  | 0  | 24 | -24 |
| Sri Lanka      | 0   | 0  | 0  | 0  | 0  | 0  | 0  | 0   |

| 5 de octubre de 2022 | Corea del Sur | vs. | Sri Lanka | JAR Stadium, Taskent, Uzbekistán |  |
|                      |               |     |           | Árbitro(s): [[]]                 |  |

| 5 de octubre de 2022 | Brunéi | 0:14 | Uzbekistán | JAR Stadium, Taskent, Uzbekistán |                  |
| 18:00                |        |      |            | Árbitro(s): [[]]                 | Árbitro(s): [[]] |

| 7 de octubre de 2022 | Sri Lanka | vs. | Brunéi | JAR Stadium, Taskent, Uzbekistán |  |
|                      |           |     |        | Árbitro(s): [[]]                 |  |

| 7 de octubre de 2022 | Uzbekistán | 3:2 | Corea del Sur | JAR Stadium, Taskent, Uzbekistán |                  |
| 18:00                |            |     |               | Árbitro(s): [[]]                 | Árbitro(s): [[]] |

| 9 de octubre de 2022 | Corea del Sur | 10:0 | Brunéi | JAR Stadium, Taskent, Uzbekistán |                  |
| 18:00                |               |      |        | Árbitro(s): [[]]                 | Árbitro(s): [[]] |

| 9 de octubre de 2022 | Uzbekistán | vs. | Sri Lanka | JAR Stadium, Taskent, Uzbekistán |  |
|                      |            |     |           | Árbitro(s): [[]]                 |  |

* Sri Lanka se retiró del torneo el 4 de octubre de 2022.

## Ranking de los segundos puestos
Los cinco mejores segundos lugares de los 10 grupos pasarán a la siguiente ronda junto a los 10 ganadores de grupo. (Se contabilizan los resultados obtenidos en contra de los ganadores y los terceros clasificados de cada grupo). Quienes avanzaron en esta ronda fueron: .
| Grp | Equipo        | PJ | PG | PE | PP | GF | GC | DG | Pts |
| --- | ------------- | -- | -- | -- | -- | -- | -- | -- | --- |
| J   | Corea del Sur | 2  | 1  | 0  | 1  | 12 | 3  | +9 | 3   |
| G   | China         | 2  | 1  | 0  | 1  | 10 | 3  | +7 | 3   |
| H   | Afganistán    | 2  | 1  | 0  | 1  | 5  | 2  | +3 | 3   |
| D   | India         | 2  | 1  | 0  | 1  | 4  | 2  | +2 | 3   |
| F   | Tailandia*    | 2  | 1  | 0  | 1  | 3  | 4  | -1 | 3   |
| I   | Laos          | 2  | 1  | 0  | 1  | 2  | 4  | -2 | 3   |
| B   | Indonesia     | 2  | 1  | 0  | 1  | 4  | 7  | -3 | 3   |
| E   | Bangladés     | 2  | 1  | 0  | 1  | 2  | 5  | -3 | 3   |
| C   | Omán          | 2  | 0  | 1  | 1  | 1  | 2  | -1 | 1   |
| A   | Turkmenistán  | 2  | 0  | 1  | 1  | 3  | 10 | -7 | 1   |

* Sede de las Finales, clasificado de forma directa.

## Clasificados a la Copa Asiática Sub-17 de la AFC de 2023
| Bandera de Tailandia  | Bandera de Japón | Bandera de Malasia    | Bandera de Catar         | Bandera de Arabia Saudita             | Bandera de Yemen      | Bandera de Vietnam  | Bandera de Australia |
| Tailandia Anfitrión   | Japón 1° grupo A | Malasia 1° grupo B    | Catar 1° grupo C         | Arabia Saudita 1° grupo D             | Yemen 1° grupo E      | Vietnam 1° grupo F  | Australia 1° grupo G |
| Bandera de Tayikistán | Bandera de Irán  | Bandera de Uzbekistán | Bandera de Corea del Sur | Bandera de la República Popular China | Bandera de Afganistán | Bandera de la India | Bandera de Laos      |
| Tayikistán 1° grupo H | Irán 1° grupo I  | Uzbekistán 1° grupo J | Corea del sur 2° grupo J | China 2° grupo G                      | Afganistán 2° grupo H | India 2° grupo D    | Laos 2° grupo I      |